# Silnice II/223
Silnice II/223 je silnice II. třídy, která vede z Loučné pod Klínovcem do Křimova. Je dlouhá 29,1 km. Prochází jedním krajem a jedním okresem.

## Vedení silnice

### Ústecký kraj, okres Chomutov
- Háj (křiž. II/219, III/2234, III/2235)
- Horní Halže (křiž. III/2239, III/22310)
- Měděnec (křiž. III/22314)
- Kotlina (křiž. III/22316)
- Rusová (křiž. II/224, III/22319, peáž s II/224)
- Třebíška (křiž. III/22319)
- Výsluní (křiž. III/22320)
- Sobětice
- Kýšovice
- Celná (křiž. III/22321)
- Křimov (křiž. I/7, III/25114)

Horský úsek Háj – Horní Halže se v zimě neudržuje.